# Mont Bayard
Le mont Bayard est un sommet du massif du Jura, culminant à 947 m d'altitude qui, avec ses belvédères, offre différents points de vue de la ville de Saint-Claude.

## Géographie
Le mont Bayard est situé dans le sud-est du département français du Jura, sur le territoire de la commune de Saint-Claude. Il domine les vallées de la Bienne située à l'ouest, du Tacon située au sud et de l'Abîme située au nord. Au pied de la montagne, à l'ouest, se trouve la ville de Saint-Claude, située 450 m plus bas que le sommet. Le mont Bayard est situé entre le Pain de Sucre, 2 km au nord, et le mont Chabot, 2,5 km au sud.